# Jaera danubica
Jaera danubica är en kräftdjursart som beskrevs av Brtek 2003. Jaera danubica ingår i släktet Jaera och familjen Janiridae. Inga underarter finns listade i Catalogue of Life.